# Cryptus ocellaris
Cryptus ocellaris là một loài tò vò trong họ Ichneumonidae.